# Pat O'Connor (pilote automobile)
Pat O'Connor est un pilote automobile d'IndyCar américain, né le 9 octobre 1928 à North Vernon (Indiana, États-Unis) et mort accidentellement le 30 mai 1958 à Indianapolis. 

## Biographie
Pat O'Connor a notamment disputé à cinq reprises les 500 miles d'Indianapolis, entre 1954 et 1958. 
Il débute en compétition en catégorie Midget en 1948. Outre sa pole position à l'Indy 1957, il a obtenu deux victoires en Championnat américain de course automobile USAC, à Darlington en 1956 sur Blough D-Offy, et à Trenton en 1957 sur Kuzma D-Offy, terminant quatrième de l'édition 1957 du championnat. En Formule libre, il est encore troisième de l'épreuve de Willow Springs (en) en 1956, sur Ferrari 500 Mondial. C'est au cours des 500 miles d'Indianapolis 1958 qu'il trouve la mort, sa voiture étant impliquée dans la collision du premier tour (après deux participations consécutives aux 12 Heures de Sebring).